# You're Going to Lose That Girl
Pistes de Help!
Another Girl Ticket to Ride
You're Going to Lose That Girl est une chanson des Beatles parue sur l'album Help!, composée principalement par John Lennon (et créditée à Lennon/McCartney) pour le film Help!. Il s'agit d'une chanson d'amour reprenant un thème déjà évoqué dans She Loves You : le risque de perdre l'être aimé si on n'en prend pas soin.
La chanson est mise en boîte en deux prises en février 1965. Dans le film, le groupe chante cette chanson dans le studio d'enregistrement tandis que les membres d'une secte indienne tentent de capturer Ringo Starr.
La chanson a fait l'objet de quelques reprises peu notables et d'une parodie par les Ramones.

## Genèse
You're Going to Lose That Girl est composée principalement par John Lennon, bien que Paul McCartney et George Harrison aient également contribué à son écriture.
La chanson reprend un thème classique des chansons d'amour, déjà évoqué par les Beatles dans leur tube She Loves You deux ans plus tôt : le chanteur lance un avertissement à un homme, lui rappelant que s'il ne s'occupe pas de sa petite amie, elle finira par le quitter.

## Enregistrement
You're Going to Lose That Girl est enregistrée le 19 février 1965 dans le studio 2 des studios EMI. Deux prises sont réalisées (par erreur, elles sont nommées 2 et 3), mais seule la deuxième est complète. Paul McCartney rajoute ensuite une partie de piano en plus de son jeu de guitare basse tandis que Ringo Starr enregistre un rythme de bongos en plus de sa batterie.
John Lennon chante la partie principale, tandis que McCartney et Harrison lui répondent en chantant en harmonie.
Le 20 février, George Martin se charge du mixage mono. Le 23, le mixage stéréo est réalisé sans Martin, par Norman Smith.

## Interprètes
- John Lennon : chant, guitare rythmique acoustique
- Paul McCartney : chœurs, guitare basse, piano
- George Harrison : chœurs, guitare solo
- Ringo Starr : batterie, bongos

## Parution et reprises
You're Going to Lose That Girl est enregistrée en vue du film Help!. Elle est jouée dans une scène où le groupe la joue en studio, de façon assez délirante, Paul McCartney et Ringo Starr changeant régulièrement d'instrument. La secte indienne qui les poursuit depuis le début du film tente durant la scène de kidnapper le batteur en sciant le plancher autour de lui.
Elle sort sur disque pour la première fois le 6 août 1965 au Royaume-Uni sur l'album Help! puis une semaine plus tard aux États-Unis sur la bande sonore du film qui possède une liste de chanson modifiée. Sur la pochette de celle-ci, on utilise la graphie You're Gonna Lose That Girl (mais conserve le titre d'origine sur l'étiquette du disque) et un nouveau mixage mono est créé par Capitol Records à partir de la version stéréo.
La chanson a fait l'objet de reprises et de parodies : les Ramones ont chanté You're Gonna Kill That Girl. Un peu moins de dix reprises assez anecdotique ont été réalisées.

### Publication en France
La chanson arrive en France en septembre 1965 sur la face B d'un 45 tours EP (« super 45 tours ») sous-titré Chansons du film Help! ; elle est accompagnée  de The Night Before. Sur la face A figurent Another Girl et I Need You.